# Lou Bega
Pour les articles homonymes, voir Bega.
David Lubega, plus connu sous le nom de Lou Bega est un chanteur allemand né le 13 avril 1975 à Munich, d'une mère sicilienne et d'un père ougandais.

## Biographie
David Loubega est né le 13 avril 1975 à Munich. Lors d'un voyage à Miami qu'il fait à l'âge de 18 ans, Lou découvre le mambo.
Il doit son succès au morceau Mambo No. 5, instrumental composé par Pérez Prado en 1949, qu'il a échantillonné, arrangé à la sauce « dance », et auquel il a ajouté des paroles (chanson de l'année 2000 aux NRJ Music Awards).
Sa chanson Mambo Mambo figure sur la bande originale du film Jet Set. Sa chanson 1 + 1 = 2 figure sur la bande originale du film Stuart Little. Lou Bega reprend la chanson du Roi Louis I Wanna Be Like You sur le jeu vidéo Le Livre de la jungle : Groove Party.
Deuxième album studio de Lou Bega, Ladies and Gentlemen, est apparu sur le marché en 2001, accompagné de la sortie de plusieurs singles, comme «Just a Gigolo» ou «Gentleman». De manière générale, le résultat commercial de l'album est décevant. En 2002, l'artiste publie une compilation intitulée «King of Mambo» et deux ans plus tard une autre compilation, «The best of Lou Bega», avec laquelle il retrouve un peu de notoriété. Il a fallu attendre 2006 pour recevoir le nouveau matériel de Lou Bega, Lounatic, son troisième album studio qui comprend la chanson Bochata, en hommage au style musical né en République Dominicaine.
En 2005, il est invité par Klazz Brothers and Cuba Percussion pour interpréter Son de Mozart sur l'album Mozart Meets Cuba.
Il est l'interprète du générique du dessin animé Mon ami Marsupilami.
Il fait partie des profils de président pré-tirés dans le jeu Tropico.
Il apparaît dans le film The Last Reformation : The Life.

## Discographie

### Albums studio
- Mambo n°5 (1999)
- Ladies and Gentlemen (2001)
- King of Mambo (2003)
- Lounatic (2005)
- Free Again (2010)
- A Little Bit Of 80's (2013)
- 90s Cruiser (2021)

### Compilations
- Mambo Mambo : The Best Of Lou Bega (2004)